# Alexandre Bustillo e Julien Maury
Alexandre Bustillo (Saint-Cloud, 10 agosto 1975) e Julien Maury (Parigi, 1978) sono una coppia di registi, produttori cinematografici e televisivi francesi.

## Biografia
Julien Maury si è laureato all'Ecole Supérieure de Réalisation Audiovisuelle, lavorando in seguito per la televisione francese prima di dirigere documentari, video musicali e cortometraggi. Alexandre Bustillo si è laureato all'Université de Paris XIII in cinema. I due si conobbero tramite un amico in comune ed il loro lavoro è stato influenzato da registi come Dario Argento, Roman Polański, Clive Barker e John Carpenter.
Il loro primo film fu Inside - À l'intérieur, un film horror controverso che tratta di una donna incinta perseguitata da una pazza che vuole suo figlio. Entrambi i registi hanno co-diretto e Bustillo scritto lo script. Il film è stato citato come un esempio della nuova ondata di film horror francesi ed è stato un successo per la critica, che ha portato l'attenzione internazionale su Maury e Bustillo.
Dopo il successo di À l'intérieur, Maury e Bustillo sono stati legati in tempi separati ad Halloween II di Rob Zombie, sequel del remake di Halloween - The Beginning di John Carpenter, così come il remake di Hellraiser di Clive Barker, ma in entrambi i casi abbandonarono il progetto.
Il loro film successivo Livide è stato distribuito nel 2011. Il film era inizialmente destinato ad essere il debutto inglese di Bustillo e Maury per sfondare nel Regno Unito, ma si spostarono verso una produzione francese a basso costo dopo aver capito che stavano perdendo il controllo creativo sulla loro storia. Successivamente si dedicarono alla regia di Among the Living del 2014. Nel 2017 hanno diretto Leatherface, ottavo film della saga Non aprite quella porta e prequel dell'omonimo film del 1974 di Tobe Hooper.

## Filmografia

### Registi
- Pizza à l'oeil (2003) - cortometraggio diretto solo da Julien Maury
- PEDRO! Livreur de Pizza (2005) - cortometraggio diretto solo da Julien Maury
- Inside - À l'intérieur (2007)
- Livide (2011)
- Aux yeux des vivants (2014)
- ABCs of Death 2 (2014) - film collettivo a episodi
- Leatherface (2017)
- Kandisha (2020)
- La casa in fondo al lago (The Deep House) (2021)